# Zaloška cesta
Zaloška cesta je ena daljših cestnih vpadnic v Ljubljani in poteka v smeri zahod - vzhod. 

## Zgodovina
Cesta je prvič omenjena leta 1840 kot Sallocher Hauptstrasse (Zaloška glavna cesta).
Na zemljevidu iz leta 1877 je del Zaloške glavne ceste preimenovan v Sv. Petra cesto.
Leta 1898 je bila cesta preimenovana v trenutni naziv.
Po koncu prve svetovne vojne je bila Zaloška cesta prizorišče demonstracij železničarjev, v katerih je bilo nekaj protestnikov ubitih in ranjenih.

## Urbanizem
Cesta se prične na križišču s Trubarjevo, Njegoševo in Lipičevo ulico ter se konča na mostu čez Ljubljanico v Kašlju, kjer preide v Cesto v Kresnice.
Sprva dvopasovnica se v štiripasovnico razširi v Mostah, v križišču s Kajuhovo ulico. Nazaj v dvopasovno cesto se združi za nadvozom nad vzhodno obvoznico. Taka poteka nato vse do Zaloga, po katerem je dobila tudi ime. Poteka skozi Vodmat, Selo, Moste, mimo Novih Fužin, Studenca, Polja, Kašlja do Zaloga.

## Navezovalne ceste in ulice
Na cesto se od zahoda proti vzhodu povezujejo: Šlajmerjeva, Malenškova, Grablovičeva, Vodmatska, Društvena, Prvomajska, Proletarska, Pokopališka, bratov Rozman, Kajuhova, Mire Miheličeve, Poljska pot, Pot na Fužine, Archinetova, Osenjakova, Studenec, Chengdujska, Polje, Cesta I, Polje, Cesta V, Slape, Polje, Cesta XVI, Polje, Cesta XXII, Polje, Cesta XXX, Polje, Cesta XXXII, Polje, Cesta XXXVI, Polje, Zadobrovška, Vevška cesta, Milčetova pot, 30. avgusta, Kašeljska, Minke Bobnar, Klemenova, španskih borcev, Rosna pot, Pot na Hreše, Agrokombinatska in Pot v Mejah.
Od ceste se odcepi več slepih krakov.

## Infrastruktura
Cesto v Vodmatu prečka železniška proga Ljubljana - Novo mesto, kjer so postavljene avtomatske zapornice. Pri Studencu v nadvozu cesta prečka ljubljansko obvoznico, v podvozu pa se pred Zalogom spusti pod železniško progo Ljubljana - Zidani Most. Cesta se konča pred mostom preko reke Ljubljanice.

## Pomembnejši objekti, zgradbe in ustanove
Ob cesti se nahajajo:
- cerkev Sv. Petra,
- Klinični center,
- Medicinska fakulteta v Ljubljani,
- Reševalna postaja Ljubljana,
- Gimnazija Moste,
- Tržnica Moste,
- Dom španskih borcev,
- Termoelektrarna Ljubljana,
- cerkev Sv. Marije,
- Petrol,
- silos ...

## Javni potniški promet
Po Zaloški cesti potekajo trase več mestnih avtobusnih linij (2, 9, 11, 11B, 12, 20, 20Z, 22 in 25).
Skupaj je na Zaloški cesti od centra do Zaloga 13 postajališč mestnega potniškega prometa.

### Postajališča MPP
| postajališče             | št. linije                    |
| ------------------------ | ----------------------------- |
| 402032 Klinični center   | 2, 9, 11, 11B, 20, 20Z, 25    |
| 402042 Bolnica           | 2, 9, 11, 11B, 20, 20Z, 25    |
| 303012 Tržnica Moste     | 2, 9, 11, 11B, 20, 20Z, 25    |
| 303024 Zaloška           | 11, 11B, N11, 20, 20Z, 22, 25 |
| 303052 Pot na Fužine     | 11, 11B                       |
| 303062 Archinetova       | 11, 11B                       |
| 304022 Osenjakova        | 11, 11B                       |
| 304042 Chengdujska (P+R) | 11, 11B, 20Z, 25              |
| 304062 Studenec (263)    | 11, 11B, 20Z, 25              |
| 304072 Polje             | 11, 11B, 20Z                  |
| 304092 Cesta na Vevče    | 11, 11B, 12, 20Z              |
| 304112 Petrol            | 11, 11B, 20Z                  |
| 304132 Silos             | 11, 11B, 20Z                  |

| postajališče             | št. linije                 |
| ------------------------ | -------------------------- |
| 304131 Silos             | 11, 11B, 20Z               |
| 304111 Petrol            | 11, 11B, 20Z               |
| 304091 Cesta na Vevče    | 11, 11B, 12, 20Z           |
| 304071 Polje             | 11, 11B, 20Z, 25           |
| 304061 Studenec (264)    | 11, 11B, 20Z, 25           |
| 304041 Chengdujska (P+R) | 11, 11B                    |
| 304021 Osenjakova        | 11, 11B                    |
| 303061 Archinetova       | 11, 11B                    |
| 303051 Pot na Fužine     | 11, 11B, 20, 20Z, 22, 25   |
| 303021 Zaloška           | 2, 9, 11, 11B, 20, 20Z, 25 |
| 303011 Tržnica Moste     | 2, 9, 11, 11B, 20, 20Z, 25 |
| 402041 Bolnica           | 2, 9, 11, 11B, 20, 20Z, 25 |
| 402031 Klinični center   | 2, 9, 11, 11B, 20, 20Z, 25 |

Decembra 2012 je bil ob križišču med Chengdujsko in Zaloško v Fužinah vzpostavljen sistem P+R.